# Anthony Higgins
Anthony Higgins, född 1 oktober 1840 i New Castle County, Delaware, död 26 juni 1912 i New York, var en amerikansk republikansk politiker och jurist. Han representerade delstaten Delaware i USA:s senat 1889–1895.
Higgins utexaminerades 1861 från Yale College. Han studerade sedan juridik vid Harvard Law School och inledde 1864 sin karriär som advokat i Wilmington, Delaware. Han deltog i amerikanska inbördeskriget i nordstatsarmén. Han tjänstgjorde som federal åklagare 1869-1876. Han utmanade utan framgång sittande kongressledamoten Charles B. Lore i kongressvalet 1884.
Higgins efterträdde 1889 Eli Saulsbury som senator för Delaware. Higgins ställde 1895 upp för omval men det uppstod ett dödläge i delstatens lagstiftande församling. Mandatet förblev vakant i närmare två år. Till sist kunde demokraten Richard R. Kenney tillträda som senator i januari 1897.
Higgins avled 1912 och gravsattes på Saint Georges Cemetery i New Castle County.